# Elliott Castro
Elliott Castro Tirado (Santurce, 17 de febrero de 1949 – Bayamón, 23 de julio de 2017) fue comentarista deportivo, escritor e historiador del deporte puertorriqueño. Castro fue comentarista de los grandes deportes de Puerto Rico así como la actuación de los deportistas del país en los Juegos Olímpicos, los Juegos Panamericanos y los Juegos Centroamericanos y del Caribe.
Castro escribió múltiples acontecimientos deportivos de Puerto Rico. Junto a la periodista Carmen Lidin escribió Listos!: Puerto Rico En El Deporte Internacional (1930–2004).
El 23 de julio de 2017, Elliott Castro Tirado murió de un ataque al corazón en Bayamón. La edición de 2018 del "Festival de Claridad" fue dedicado a su nombre por su aportación al mundo del periodismo.